# Phạm Thị Hoài
Phạm Thị Hoài (nacida en la provincia de Hải Dương en 1960) es una influyente escritora, editora y traductora vietnamita que reside en Alemania.

## Biografía
Se crio en el norte de Vietnam. En 1977 viajó a Berlín Este a estudiar en la Universidad Humboldt, donde obtuvo su diploma en Archivología. De nuevo en Vietnam en 1983, vivió en Hanói, donde trabajó como archivista; entonces comienza a escribir muy activamente. Su primera novela, Thiên sứ (La mensajera de cristal) se publicó en Hanói en 1988, y desde entonces ha sido traducida al inglés, francés, español, italiano, alemán y finlandés. En 1993, la traducción alemana fue galardonada con el premio anual Frankfurt Literaturpreis por la mejor novela extranjera publicada en Alemania, y el Premio Dinny O'Hearn de Traducción Literaria en 2000.
Ese mismo año, Phạm Thị Hoài se traslada a Berlín, en donde reside y trabaja desde entonces. Allí funda y mantiene la influyente publicación en internet Talawas. 
Además de su aclamada novela Thiên sứ, Phạm Thị Hoài ha publicado ensayos, dos colecciones de cuentos cortos, Mê Lộ (1989) y Man Nương (1995), y otra novela, Marie Sến (1996); se han publicado en revistas literarias de Estados Unidos, Australia, Suiza y Alemania, y en varias antologías de ficción vietnamita contemporánea, incluyendo Night, Again y Vietnam: A Traveler's Literary Companion. Sunday Menu, una selección de sus cuentos cortos, fue traducida al inglés por Ton-That Quynh-Du. Originalmente publicada en francés en 1997 como Menu de dimanche, Sunday Menu fue publicada en Australia por Pandarus Books en 2006 y es distribuida en Estados Unidos por University of Hawaii Press.
Ha traducido importantes obras de la literatura alemana al vietnamita: Franz Kafka, Bertolt Brecht, Thomas Bernhard y Friedrich Dürrenmatt. 